# تيسير الزبري
تيسير علي العلي الزبري (وُلد في 23 ديسمبر 1945 في عرابة) سياسي فلسطيني، أحد قادة الجبهة الديمقراطية لتحرير فلسطين في الأردن. شغل منصب الأمين الأول لحزب الشعب الديمقراطي الأردني «حشد» الذي أسسه عام 1993. استمر في منصبه لفترة قصيرة حتى تلاه سالم النحاس. وهو أخ القيادي الفلسطيني مصطفى الزبري (أبو علي مصطفى) - الأمين العام للجبهة الشعبية لتحرير فلسطين، والذي إغتالته إسرائيل في مكتبه برام الله في بداية الانتفاضة الثانية.

## وصلات خارجية
- مقالة لتيسير الزبري في جريدة الدستور الأردنية.
- مقالة للزبري في موقع حزب الشعب الفلسطيني «الشيوعي الفلسطيني سابقا».